# Фиркович, Шимон (инженер)
Ши́мон Фирко́вич (пол. Szymon Firkowicz; 16 мая 1920, Мелитополь, Александровская губерния — 24 июня 1976, Варшава) — польский инженер-электроник.

## Биография
Родился 16 мая 1920 года в эвакуации в Мелитополе в семье литовских караимов. В 1938 году окончил железнодорожный техникум в Вильно, получив звание электроника. Будучи добровольцем, участвовал в сентябрьской кампании в 1939 году в рядах Трокской добровольческой роты. Мобилизован в 1944 году в 1-ю польскую армию, участвовал, среди прочего, в боях за Колобжег.
С 1946 по 1950 год учился на электротехническом факультете Вроцлавского технологического университета. Научную деятельность начал в 1948 году ассистентом профессора Анджея Еллёнека на кафедре радиотехники Вроцлавского технологического университета. Много лет профессионально работал в электронной промышленности, а с 1950 по 1952 год заведующим лабораторией в Научно-исследовательском центре коммуникационного оборудования в Зегже, где проводил различные строительные и лабораторные работы в области военной радиотехники. Около 5 лет трудился на заводе по производству электрических ламп в должности начальника отдела технического контроля, а затем в должности главного технолога. В 1957 году начал работу в Индустриальном институте электроники сначала как ассистент, а впоследствии как независимый научный сотрудник. С 1965 года работал в Институте автоматизации Польской академии наук (ныне Институт системных исследований Польской академии наук). Также занимал должность заместителя директора Института по научным исследованиям. Степень доктора технических наук получил в 1961 году в Институте фундаментальных технологических исследований за диссертацию «Искры оксидных катодов в электронно-вакуумных трубках», а в 1964 году на основе научных достижений и диссертации, получил степень хабилитированного доктора в Варшавском технологическом университете.
Научные достижения и результаты подготовки научных кадров послужили основанием для присвоения учёного звания ассоциированного профессора технических наук в 1971 году. Специализировался на теории надёжности. В начальный период своей научной деятельности сосредоточился на вопросах надёжности электронных ламп, постепенно переходя к более общим вопросам теории надёжности, главным образом, в её статистическом подходе. Научные достижения включают более 80 публикаций в разных национальных и зарубежных журналах, авторство 2-х книг, соавторство 4-х книг и многие сценарии. Кроме научной и исследовательской деятельности также вёл преподавательскую деятельность. В 1957—1962 годах преподавал во Вроцлавском техническом университете, а с 1959 по 1976 год в Варшавском технологическом университете.
Умер 24 июня 1976 года в Варшаве. Похоронен на местном караимском кладбище.

## Семья
Отец — Узия Зарахович Фиркович (1871—1922). Мать — Дорота Фиркович, урождённая Ельяшевич.
Жена с 1956 — София Фиркович (1929, Троки — 1982), учитель русского языка, дочь Иосифа и Анны, урожд. Мицкевич, Фирковичей.
- Сын — Марк Фиркович (род. 1959, Варшава), окончил Варшавский политехнический университет со степенью магистра компьютерных наук (1985). В 1979 году основал караимский журнал «COŚ» («Что-то»), в 1989 году преобразованный в «Awazymyz», где публиковалась хроника, отражающая жизнь караимов в Польше.
- Дочь — Анна Фиркович, в замужестве Домбковская (род. 1961, Варшава), окончила Варшавский университет со степенью магистра прикладной лингвистики (1985)[3][4].